# Danh sách đĩa nhạc của Bruno Mars
Danh sách đĩa nhạc của Bruno Mars, nghệ sĩ thu âm người Mỹ, bao gồm 2 album phòng thu, 1 đĩa mở rộng, 9 đĩa đơn, 7 đĩa đơn hợp tác và 12 video âm nhạc. Mars bắt đầu sự nghiệp ca hát của mình vào năm 2009, là một thành viên trong một đội sản xuất và sáng tác, The Smeezingtons. Sau đó, anh được mời góp giọng trong đĩa đơn của hai ca sĩ nhạc rap B.o.B ("Nothin' on You") và Travie McCoy ("Billionaire") vào đầu năm 2010; cả hai ca khúc đều đạt được nhiều thành công lớn về mặt thương mại, với "Nothin' on You" đạt vị trí quán quân và "Billionaire" đạt vị trí #4 trên bảng xếp hạng Billboard Hot 100 của Mỹ. Mars phát hành đĩa mở rộng đầu tiên của mình, It's Better If You Don't Understand, vào tháng 5 năm 2010, đây là sản phẩm quảng bá cho album phòng thu đầu tay của anh, Doo-Wops & Hooligans, phát hành vào tháng 10 cùng năm. Album này đã đạt thứ hạng cao trên bảng xếp hạng ở một số nước và đã bán được hơn sáu triệu bản trên toàn thế giới.

## Album

### Album phòng thu
| Tựa đề               | Chi tiết album                                                                                      | Vị trí cao nhất trên bảng xếp hạng | Vị trí cao nhất trên bảng xếp hạng | Vị trí cao nhất trên bảng xếp hạng | Vị trí cao nhất trên bảng xếp hạng | Vị trí cao nhất trên bảng xếp hạng | Vị trí cao nhất trên bảng xếp hạng | Vị trí cao nhất trên bảng xếp hạng | Vị trí cao nhất trên bảng xếp hạng | Vị trí cao nhất trên bảng xếp hạng | Vị trí cao nhất trên bảng xếp hạng | Doanh số                                                           | Chứng nhận (Theo doanh số) |
| Tựa đề               | Chi tiết album                                                                                      | Mỹ                                 | Úc                                 | Canada                             | Đan Mạch                           | Đức                                | Ireland                            | Hà Lan                             | New Zealand                        | Thụy Sĩ                            | Anh                                | Doanh số                                                           | Chứng nhận (Theo doanh số) |
| -------------------- | --------------------------------------------------------------------------------------------------- | ---------------------------------- | ---------------------------------- | ---------------------------------- | ---------------------------------- | ---------------------------------- | ---------------------------------- | ---------------------------------- | ---------------------------------- | ---------------------------------- | ---------------------------------- | ------------------------------------------------------------------ | --- |
| Doo-Wops & Hooligans | - Phát hành: 4 tháng 10 năm 2010 - Hãng đĩa: Atlantic, Elektra - Định dạng: LP, CD, tải kỹ thuật số | 3                                  | 2                                  | 1                                  | 2                                  | 1                                  | 1                                  | 1                                  | 2                                  | 1                                  | 1                                  | - Mỹ: 2,000,000 bản - Anh: 1,500,000 bản - Thế giới: 6,000,000 bản | - Mỹ: 2× Bạch kim - Úc: 4× Bạch kim - Anh: 5× Bạch kim - Đức: 5× Vàng - Đan Mạch: Bạch kim - Ireland: 4× Bạch kim - Canada: 3× Bạch kim - New Zealand: 5× Bạch kim |
| Unorthodox Jukebox   | - Phát hành: 10 tháng 12 năm 2012 - Hãng đĩa: Elektra - Định dạng: CD, tải kỹ thuật số              | 1                                  | 1                                  | 1                                  | 6                                  | 4                                  | 3                                  | 4                                  | 2                                  | 1                                  | 1                                  | - Mỹ: 1,466,000 bản - Anh: 136,000 bản                             | - Mỹ: Bạch kim - Úc: 2× Bạch kim - Anh: 2x Bạch kim - Đức: Vàng - Đan Mạch: Vàng - Thụy Sĩ: Vàng - Ireland: Bạch kim - Canada: 2× Bạch kim - New Zealand: Bạch kim |

### Đĩa mở rộng
| Tên                                 | Chi tiết                                                                                    | Vị trí xếp hạng cao nhất | Vị trí xếp hạng cao nhất |
| Tên                                 | Chi tiết                                                                                    | Mỹ                       | Anh                      |
| ----------------------------------- | ------------------------------------------------------------------------------------------- | ------------------------ | ------------------------ |
| It's Better If You Don't Understand | - Phát hành: 11 tháng 5 năm 2010 - Hãng đĩa: Atlantic, Elektra - Định dạng: Tải kĩ thuật số | 99                       | 97                       |

## Đĩa đơn

### Đĩa đơn
| Tựa đề                                                                          | Năm  | Vị trí cao nhất trên các bảng xếp hạng | Vị trí cao nhất trên các bảng xếp hạng | Vị trí cao nhất trên các bảng xếp hạng | Vị trí cao nhất trên các bảng xếp hạng | Vị trí cao nhất trên các bảng xếp hạng | Vị trí cao nhất trên các bảng xếp hạng | Vị trí cao nhất trên các bảng xếp hạng | Vị trí cao nhất trên các bảng xếp hạng | Vị trí cao nhất trên các bảng xếp hạng | Vị trí cao nhất trên các bảng xếp hạng | Chứng nhận | Album                                     |
| Tựa đề                                                                          | Năm  | Mỹ                                     | Úc                                     | Canada                                 | Đan Mạch                               | Đức                                    | Ireland                                | Hà Lan                                 | New Zealand                            | Thụy Sĩ                                | Anh                                    | Chứng nhận | Album                                     |
| ------------------------------------------------------------------------------- | ---- | -------------------------------------- | -------------------------------------- | -------------------------------------- | -------------------------------------- | -------------------------------------- | -------------------------------------- | -------------------------------------- | -------------------------------------- | -------------------------------------- | -------------------------------------- | --- | ----------------------------------------- |
| "Just the Way You Are"                                                          | 2010 | 1                                      | 1                                      | 1                                      | 6                                      | 2                                      | 1                                      | 1                                      | 1                                      | 3                                      | 1                                      | - Mỹ: 5× Bạch kim - Úc: 6× Bạch kim - Đức: Bạch kim m - Đan Mạch: Bạch kim - Thụy Sĩ: Bạch kim - Canada: 5× Bạch kim - New Zealand: 2× Bạch kim  | Doo-Wops & Hooligans                      |
| "Grenade"                                                                       | 2010 | 1                                      | 1                                      | 1                                      | 1                                      | 1                                      | 1                                      | 2                                      | 1                                      | 1                                      | 1                                      | - Mỹ: 5× Bạch kim - Úc: 5× Bạch kim - Đức: Bạch kim - Đan Mạch: Bạch kim - Thụy Sĩ: 2× Bạch kim - Canada: 5× Bạch kim - New Zealand: 2× Bạch kim | Doo-Wops & Hooligans                      |
| "The Lazy Song"                                                                 | 2011 | 4                                      | 6                                      | 5                                      | 1                                      | 9                                      | 4                                      | 4                                      | 3                                      | 9                                      | 1                                      | - Mỹ: 3× Bạch kim - Úc: 3× Bạch kim - Đức: Vàng - Đan Mạch: Bạch kim - Thụy Sĩ: Bạch kim - Canada: 4× Bạch kim - New Zealand: Bạch kim           | Doo-Wops & Hooligans                      |
| "Marry You"                                                                     | 2011 | 85                                     | 8                                      | 10                                     | —                                      | 15                                     | 5                                      | 13                                     | 3                                      | 12                                     | 11                                     | - Úc: 2× Bạch kim - Đức: Vàng - Đan Mạch: Vàng - Thụy Sĩ: Vàng - Canada: 2× Bạch kim - New Zealand: Vàng                                         | Doo-Wops & Hooligans                      |
| "It Will Rain"                                                                  | 2011 | 3                                      | 14                                     | 5                                      | 11                                     | 14                                     | 11                                     | 35                                     | 2                                      | 22                                     | 14                                     | - Mỹ: 3× Bạch kim - Úc: 2× Bạch kim - Đan Mạch: Vàng - Thụy Sĩ: Vàng - Canada: 3× Bạch kim - New Zealand: Bạch kim                               | The Twilight Saga: Breaking Dawn – Part 1 |
| "Count on Me"                                                                   | 2011 | —                                      | 19                                     | —                                      | —                                      | —                                      | —                                      | —                                      | 13                                     | 55                                     | 78                                     | - Úc: 3× Bạch kim - New Zealand: Bạch kim | Doo-Wops & Hooligans                      |
| "Locked Out of Heaven"                                                          | 2012 | 1                                      | 4                                      | 1                                      | 2                                      | 7                                      | 4                                      | 5                                      | 4                                      | 8                                      | 2                                      | - Mỹ: 3× Bạch kim - Úc: 4× Bạch kim - Đức: Vàng - Đan Mạch: 2× Bạch kim - Thụy Sĩ: Bạch kim - Canada: 4× Bạch kim - New Zealand: 2× Bạch kim     | Unorthodox Jukebox                        |
| "When I Was Your Man"                                                           | 2013 | 1                                      | 6                                      | 3                                      | 4                                      | 23                                     | 6                                      | 7                                      | 4                                      | 12                                     | 2                                      | - Mỹ: 2× Bạch kim - Úc: 3× Bạch kim - Đan Mạch: Bạch kim - Canada: 3× Bạch kim - New Zealand: 2× Bạch kim                                        | Unorthodox Jukebox                        |
| "Treasure"                                                                      | 2013 | 5                                      | 10                                     | 4                                      | 18                                     | 18                                     | 9                                      | 11                                     | 7                                      | 15                                     | 12                                     | - Úc: Bạch kim - Canada: Vàng - New Zealand: Vàng                                                                                                | Unorthodox Jukebox                        |
| "—" Bài hát không có mặt trên bảng xếp hạng hoặc không phát hành ở quốc gia đó. |      |                                        |                                        |                                        |                                        |                                        |                                        |                                        |                                        |                                        |                                        | |                                           |

### Đĩa đơn hợp tác
| Tên                                                                             | Năm  | Vị trí cao nhất trên bảng xếp hạng | Vị trí cao nhất trên bảng xếp hạng | Vị trí cao nhất trên bảng xếp hạng | Vị trí cao nhất trên bảng xếp hạng | Vị trí cao nhất trên bảng xếp hạng | Vị trí cao nhất trên bảng xếp hạng | Vị trí cao nhất trên bảng xếp hạng | Vị trí cao nhất trên bảng xếp hạng | Vị trí cao nhất trên bảng xếp hạng | Vị trí cao nhất trên bảng xếp hạng | Chứng nhận                                                                                                 | Album                                       |
| Tên                                                                             | Năm  | Mỹ                                 | Úc                                 | Canada                             | Đan Mạch                           | Đức                                | Ireland                            | Hà Lan                             | New Zealand                        | Thụy Sĩ                            | LH Anh                             | Chứng nhận                                                                                                 | Album                                       |
| ------------------------------------------------------------------------------- | ---- | ---------------------------------- | ---------------------------------- | ---------------------------------- | ---------------------------------- | ---------------------------------- | ---------------------------------- | ---------------------------------- | ---------------------------------- | ---------------------------------- | ---------------------------------- | --- | ------------------------------------------- |
| "We Are Fighters" (Big Lou hợp tác với Bruno Mars)                              | 2010 | —                                  | —                                  | —                                  | —                                  | —                                  | —                                  | —                                  | —                                  | —                                  | —                                  | | Không thuộc album nào                       |
| "Nothin' on You" (B.o.B hợp tác với Bruno Mars)                                 | 2010 | 1                                  | 3                                  | 10                                 | 24                                 | 22                                 | 7                                  | 1                                  | 5                                  | 28                                 | 1                                  | - Mỹ: 2× Bạch kim - Úc: Bạch kim - Canada: Bạch kim - New Zealand: Bạch kim                                | B.o.B Presents: The Adventures of Bobby Ray |
| "Billionaire" (Travie McCoy hợp tác với Bruno Mars)                             | 2010 | 4                                  | 5                                  | 12                                 | 8                                  | 16                                 | 2                                  | 1                                  | 2                                  | 14                                 | 3                                  | - Mỹ: 2× Bạch kim - Úc: 2× Bạch kim - New Zealand: Platinum                                                | Lazarus                                     |
| "Lighters" (Bad Meets Evil hợp tác với Bruno Mars)                              | 2011 | 4                                  | 17                                 | 4                                  | 18                                 | 26                                 | 11                                 | 13                                 | 2                                  | 10                                 | 10                                 | - Mỹ: 2× Bạch kim - Úc: Bạch kim                                                                           | Hell: The Sequel                            |
| "Mirror" (Lil Wayne hợp tác với Bruno Mars)                                     | 2011 | 16                                 | 26                                 | 44                                 | 12                                 | —                                  | 21                                 | 17                                 | 37                                 | 15                                 | 17                                 | - Mỹ: Bạch kim - Úc: Bạch kim                                                                              | Tha Carter IV                               |
| "Young, Wild & Free" (Snoop Dogg & Wiz Khalifa hợp tác với Bruno Mars)          | 2011 | 7                                  | 4                                  | 13                                 | 19                                 | 15                                 | 33                                 | 7                                  | 2                                  | 12                                 | 44                                 | - Mỹ: Bạch kim - Úc: 3× Bạch kim - Đức: Vàng - Thụy Sĩ: Vàng - Canada: 2× Bạch kim - New Zealand: Bạch kim | Mac & Devin Go to High School               |
| "This Is My Love" (Gold 1 hợp tác với Bruno Mars & Jaeson Ma)                   | 2012 | —                                  | —                                  | —                                  | —                                  | 37                                 | —                                  | —                                  | —                                  | 22                                 | —                                  | | Không thuộc album nào                       |
| "—" Đĩa đơn không có mặt trên bảng xếp hạng hoặc không phát hành ở quốc gia đó. |      |                                    |                                    |                                    |                                    |                                    |                                    |                                    |                                    |                                    |                                    | |                                             |

### Đĩa đơn quảng bá
| Tên                                                                             | Năm  | Vị trí xếp hạng cao nhất | Vị trí xếp hạng cao nhất | Vị trí xếp hạng cao nhất | Vị trí xếp hạng cao nhất | Thuộc album          |
| Tên                                                                             | Năm  | Mỹ                       | Canada                   | New Zealand              | Anh                      | Thuộc album          |
| ------------------------------------------------------------------------------- | ---- | ------------------------ | ------------------------ | ------------------------ | ------------------------ | -------------------- |
| "Liquor Store Blues" (hợp tác với Damian Marley)                                | 2010 | 105                      | 97                       | —                        | —                        | Doo-Wops & Hooligans |
| "Somewhere in Brooklyn"                                                         | 2011 | —                        | —                        | —                        | —                        | Doo-Wops & Hooligans |
| "Talking to the Moon"                                                           | 2011 | —                        | —                        | —                        | —                        | Doo-Wops & Hooligans |
| "Runaway Baby"                                                                  | 2011 | 50                       | 66                       | 35                       | 19                       | Doo-Wops & Hooligans |
| "Young Girls"                                                                   | 2012 | 102                      | 63                       | —                        | —                        | Unorthodox Jukebox   |
| "Moonshine"                                                                     | 2012 | —                        | —                        | —                        | —                        | Unorthodox Jukebox   |
| "When I Was Your Man"                                                           | 2012 | 69                       | 45                       | —                        | —                        | Unorthodox Jukebox   |
| "—" Đĩa đơn không có mặt trên bảng xếp hạng hoặc không phát hành ở quốc gia đó. |      |                          |                          |                          |                          |                      |

## Các bài hát được xếp hạng khác
| Tên                                                    | Năm  | Vị trí xếp hạng cao nhất | Vị trí xếp hạng cao nhất | Thuộc album                         |
| Tên                                                    | Năm  | Canada                   | Anh                      | Thuộc album                         |
| ------------------------------------------------------ | ---- | ------------------------ | ------------------------ | ----------------------------------- |
| "The Other Side" (hợp tác Cee Lo Green & B.o.B)        | 2010 | —                        | 117                      | It's Better If You Don't Understand |
| "Rocketeer" (Far East Movement hợp tác với Bruno Mars) | 2010 | 85                       | —                        | —                                   |

## Video âm nhạc
| Tên                                                                    | Năm  | Đạo diễn                          |
| ---------------------------------------------------------------------- | ---- | --------------------------------- |
| "Nothin' on You" (B.o.B hợp tác với Bruno Mars)                        | 2010 | Ethan Lader                       |
| "Billionaire" (Travie McCoy featuring Bruno Mars)                      | 2010 | Mark Staubach                     |
| "The Other Side" (hợp tác với Cee Lo Green & B.o.B)                    | 2010 | Nick Bilardello and Cameron Duddy |
| "Just the Way You Are"                                                 | 2010 | Ethan Lader                       |
| "Grenade"                                                              | 2010 | Nabil                             |
| "Liquor Store Blues" (hợp tác với Damian Marley)                       | 2011 | Jack Summer                       |
| "The Lazy Song"                                                        | 2011 | Bruno Mars and Cameron Duddy      |
| "The Lazy Song" (version 2)                                            | 2011 | Nez                               |
| "Lighters" (Bad Meets Evil hợp tác với Bruno Mars)                     | 2011 | Rich Lee                          |
| "It Will Rain"                                                         | 2011 | Phil Pinto & Bruno Mars           |
| "Young, Wild & Free" (Snoop Dogg & Wiz Khalifa hợp tác với Bruno Mars) | 2011 | Dylan Brown                       |
| "Mirror" (Lil Wayne featuring Bruno Mars)                              | 2012 | Antoine Fuqua                     |
| "This Is My Love" (Gold 1 featuring Bruno Mars and Jaeson Ma)          | 2012 | Claudio Zagarini, Michel Zeynali  |
| "Locked Out of Heaven"                                                 | 2012 | Cameron Duddy, Bruno Mars         |

## Liên kết khác
- Danh sách đĩa nhạc của Bruno Mars trên Allmusic